# The Little Things
«The Little Things» es el tercer sencillo del álbum debut de Colbie Caillat, Coco. Es una canción pop/folk-pop/acústica escrita por Colbie Caillat y Jason Reeves. El sencillo no se enlistó bien en Estados Unidos y fue su sencillo más bajo en listas de su álbum Coco. En 2008 grabó una versión francesa de esta canción. 

## Listado de canciones
Sencillo Estados Unidos
1. "The Little Things" (Radio Edit) (C. Caillat, J. Reeves) - 3:35
2. "Magic" (Versión Piano) (C. Caillat, J. Reeves) - 3:20

CD Sencillo Holandés
1. "The Little Things" (Versión álbum) (C. Caillat, J. Reeves) 3:46
2. "Circles" (C. Caillat) - 3:54

iTunes Sencillo Francés
1. "Ces petits riens" (C. Caillat, J. Reeves) 3:46

El Radio Edit acorta la introducción de la canción.

## Posiciones
| Lista (2008)                                  | Posición |
| --------------------------------------------- | -------- |
| Dutch Top 40                                  | 23       |
| Austria Singles Chart                         | 63       |
| German Singles Chart                          | 51       |
| Slovak Airplay Chart                          | 24       |
| U.S. Billboard Bubbling Under Hot 100 Singles | 7        |
| U.S. Billboard Pop 100                        | 94       |

## Vídeo musical

### Versión europea
El vídeo muestra a Colbie Caillat y su interés por el amor hacia un hombre, Troy Dudley, el mismo hombre quién aparece en todos los vídeos de Caillat. El vídeo fue para el mercado europeo y fue grabado en San Francisco y la historia es independiente de los otros vídeos.

### Versión de Estados Unidos
Otro vídeo musical para la canción fue grabado en Hawái de acuerdo con las imágenes en su página de MySpace. El vídeo es una precuela de "Bubbly" y muestra a Troy Dudley, el mismo hombre quién apareció en todos sus vídeos. En el vídeo, se muestra a Caillat en una bicicleta en Kauai. Mientras pasa con la bicicleta pasa por delante de la casa del hombre que le gusta mientras se dirige a su trabajo. Ella trabaja en "Bubba Burgers" y termina viendo al hombre que le gusta allí. A continuación, se muestra a Caillat con sus amigos en la playa y el vídeo termina con ella confrontando al hombre que le gusta.

## En los medios
- La canción fue mostrada en el segundo episodio del show de televisión Privileged.